# Enschedese Boys in het seizoen 1959/60
Het seizoen 1958/1959 was het vijfde jaar in het bestaan van de Enschedese betaaldvoetbalclub Enschedese Boys. De club kwam uit in de Tweede divisie B en eindigde daarin op de tweede plaats, dit betekende rechtstreekse promotie naar de Eerste divisie.

## Wedstrijdstatistieken

### Tweede divisie B
|       | Be Quick | Heerenveen | Hilversum | Oldenzaal | PEC   | Rheden | Tubantia | Velocitas | Velox | Zeist | Zwartemeer | Zwolsche Boys |
| ----- | -------- | ---------- | --------- | --------- | ----- | ------ | -------- | --------- | ----- | ----- | ---------- | ------------- |
| Thuis | 4 – 1    | 6 – 1      | 1 – 1     | 0 – 0     | 1 – 2 | 1 – 1  | 1 – 2    | 4 – 2     | 1 – 0 | 1 – 0 | 4 – 2      | 0 – 0         |
| Uit   | 1 – 1    | 1 – 0      | 0 – 1     | 3 – 3     | 2 – 2 | 2 – 1  | 1 – 2    | 3 – 2     | 1 – 3 | 2 – 0 | 2 – 3      | 2 – 2         |

### Beslissingswedstrijd om plaats 2
| Beslissingswedstrijd | Enschedese Boys                            | 2 – 0 (2 – 0) | Heerenveen |
| 10 april 1960 Plaats: Deventer Go Ahead-terrein aan de Vetkampstraat Toeschouwers: 13.000 Scheidsrechter: Henk van der Veer | Henk Leusink 8' Bennie van Stuivenberg 23' |               |            |

## Statistieken Enschedese Boys 1959/1960

### Eindstand Enschedese Boys in de Nederlandse Tweede divisie B 1959 / 1960
| Stand | Gespeeld | Gewonnen | Gelijk | Verloren | Punten | Doelpunten voor | Doelpunten tegen |
| ----- | -------- | -------- | ------ | -------- | ------ | --------------- | ---------------- |
| 2e    | 24       | 10       | 8      | 6        | 28     | 44              | 32               |

### Topscorers
| #      | Naam                   | Goal |
| ------ | ---------------------- | ---- |
| 1.     | Gerrit Nijsink         | 8    |
| 1.     | Bennie van Stuivenberg | 8    |
| 3.     | Gerrit Moddejonge      | 7    |
| 4.     | Henk Leusink           | 6    |
| 5.     | Bennie van Raalte      | 5    |
| 6.     | Piet Engelen           | 4    |
| 6.     | Koen Weijdijk          | 4    |
| 8.     | Egbert ter Mors        | 1    |
| 8.     | Jan Verhoeven          | 1    |
| Totaal | Totaal                 | 44   |

| #      | Naam                   | Goal |
| ------ | ---------------------- | ---- |
| 1.     | Henk Leusink           | 1    |
| 1.     | Bennie van Stuivenberg | 1    |
| Totaal | Totaal                 | 2    |

### Punten per speelronde
| Speelronde | 1 | 2 | 3 | 4 | 5 | 6 | 7 | 8 | 9 | 10 | 11 | 12 | 13 | 14 | 15 | 16 | 17 | 18 | 19 | 20 | 21 | 22 | 23 | 24 |
| ---------- | - | - | - | - | - | - | - | - | - | -- | -- | -- | -- | -- | -- | -- | -- | -- | -- | -- | -- | -- | -- | -- |
| Punten     | 1 | 0 | 0 | 0 | 0 | 2 | 0 | 2 | 2 | 1  | 2  | 0  | 1  | 2  | 1  | 1  | 2  | 2  | 2  | 1  | 1  | 1  | 2  | 2  |

### Punten na speelronde
| Speelronde | 1 | 2 | 3 | 4 | 5 | 6 | 7 | 8 | 9 | 10 | 11 | 12 | 13 | 14 | 15 | 16 | 17 | 18 | 19 | 20 | 21 | 22 | 23 | 24 |
| ---------- | - | - | - | - | - | - | - | - | - | -- | -- | -- | -- | -- | -- | -- | -- | -- | -- | -- | -- | -- | -- | -- |
| Punten     | 1 | 1 | 1 | 1 | 1 | 3 | 3 | 5 | 7 | 8  | 10 | 10 | 11 | 13 | 14 | 15 | 17 | 19 | 21 | 22 | 23 | 24 | 26 | 28 |

### Doelpunten per speelronde
| Speelronde | 1 | 2 | 3 | 4 | 5 | 6 | 7 | 8 | 9 | 10 | 11 | 12 | 13 | 14 | 15 | 16 | 17 | 18 | 19 | 20 | 21 | 22 | 23 | 24 | Totaal |
| ---------- | - | - | - | - | - | - | - | - | - | -- | -- | -- | -- | -- | -- | -- | -- | -- | -- | -- | -- | -- | -- | -- | ------ |
| Doelpunten | 3 | 1 | 1 | 1 | 0 | 4 | 2 | 4 | 1 | 2  | 1  | 0  | 0  | 2  | 1  | 2  | 6  | 3  | 4  | 1  | 1  | 0  | 3  | 1  | 44     |